# Wootton (Bedfordshire)
Pour les articles homonymes, voir Wootton.
Wootton est une paroisse civile et un village du Bedfordshire, en Angleterre.